# 扎什城
扎什城，也记作札什城，清代雍正年间在西藏拉萨北郊兴建的一个城镇，已不复存在。扎什城最初为驻藏清军的屯驻地，后来又陆续在城内外修建了驻藏大臣衙门、关帝庙、万寿寺、武备学堂、造币厂等设施和机构，一度成为驻藏官员、军队和商民的聚集之所。

## 兴建
清朝早在康熙年间就曾在西藏拉萨驻军，其后根据现实需求多有增减。雍正九年（1731年），清廷决定在西藏留兵五百，其余全部内撤。此后，清军在西藏常驻五百官兵，三年一次轮换成为惯例。雍正十一年（1733年），经雍正皇帝准奏，在拉萨城北色拉寺东侧与大昭寺之间的扎什平原为留守清军新建一座兵营。扎什曾是和硕特汗廷阅兵之处，也是1717年准噶尔部占领拉萨时的驻扎地，地势宽阔平坦，毗邻水源，远离农田，非常适合驻兵。清朝在康熙年间平定西藏后，清军也曾驻扎于扎什。
正式兴建之前，驻藏大臣青保奉上谕会同当时主持藏内政务的颇罗鼐贝勒对扎什平原进行考察，并最终确定其为兵营位置。雍正十一年五月二十八日（1733年7月29日），扎什兵营正式开始兴建，九月初四（10月11日），官兵入驻，前后耗时近四个月。根据青保的奏报，新建之初的扎什城方圆二百丈，设有南、东、西三门，每门有一个阶梯；城墙用石头砌成，基底宽一丈，上宽五尺，墙基高一丈三尺，垛墙高三尺，共高一丈六尺。城内建有各类官兵住房、米仓、火药炮弹等物库等，共计341间，其中21间为原有旧房，其余均为增盖房。

## 城内设施
扎什城建成后，陆续在城内兴建了驻藏大臣衙门、关帝庙、三光庙、萧曹庙、丹达庙、吕祖殿、财神庙、龙王庙、万寿寺及轿班住房等。
万寿寺属于汉传佛教寺庙。扎什城关帝庙建成于乾隆五十八年（1793年），时驻藏大臣和琳亲撰《关帝庙碑》文，感谢关帝的“神佑”，并祈祝关帝保佑西藏的平安，至1980年代，该碑仍存于大昭寺院内。扎什拉康（扎什庙）位于驻藏大臣衙门东边（今拉萨市扎细居委会辖区内），是18世纪末期驻藏官兵为清高宗乾隆皇帝和七世达赖喇嘛格桑嘉措荐福祛灾而建。根据文物工作者调查，寺内主要神祇为内地神像，大门内右边是一尊土地神，左边的查细拉姆（扎什女神）乃是内地的鸡脚神。此庙在近代“供养有等身高的关云长塑像和查喜女神索吉布赤。据说清朝时候每年夏季把关云长的塑像请在轿子中，文武官员骑马列队，还有一部分人穿着古装衣服陪同轿子转八廓街”。

## 荒废
1911年，西藏噶厦政府驱逐驻藏川军，扎什城被藏人攻陷后焚毁。